# Моісеєнко Володимир Миколайович (військовик)
Володи́мир Микола́йович Моісе́єнко (28 січня 1974, м. Ангарськ, Іркутська область — 30 липня 2014, с. Шишкове, Луганська область) — сержант 1-ї окремої танкової Сіверської бригади Збройних сил України, учасник російсько-української війни.

## Життєпис
Родом з Іркутська, має брата, коли йому було 6 років, помирає мама. Після 9 класів взятий в прийомну сім'ю, проживав у селі Іржавець, згодом прийомні батьки лишили його напризволяще. Вихованням займався односелець, що працював в Ічнянському ПТУ. Навчався в Ічнянському філіалі Сокиринського професійно-технічного училища №36. Від військкомату у Прилуках вивчився на водія, пішов до армії. Дмитро Галіч, якого Володимир іменував прийомним батьком, допоміг влаштуватися на роботу, залізничник — Гужівський залізничний переїзд, по тому працював охоронцем; одружився, взяв жінку з двома дітьми, спільно набули третю.
Доброволець, призваний 19 березня 2014 року; водій роти матеріально-технічного забезпечення 1-ї окремої танкової бригади. Загинув під Луганськом — біля села Шишкове — автомобілем доставляв набої та харчові продукти на блокпост, підірвався на міні, він та майор Сергій Деркач померли миттєво.
2 серпня 2014 року похований в селі Іржавець Ічнянського району. Вдома лишилися дружина Ольга та троє дітей, середній В'ячеслав, син Дмитро пішов в перший клас без батька.

## Нагороди та вшанування
8 вересня 2014 року — за особисту мужність і героїзм, виявлені у захисті державного суверенітету та територіальної цілісності України, відзначений — нагороджений орденом «За мужність» III ступеня (посмертно).
5 березня 2015-го в Іржавці на будинку середньої школи (вул. Шевченка, 65) відкрито пам'ятну дошку на пошанування Володимира Моісеєнка.
14 вересня 2015 року на будівлі Ічнянського професійного аграрного ліцею відкрито меморіальну дошку Володимира Моісеєнка.
У райцентрі Ічня щорічно проводяться спортивні змагання, турніри з волейболу та боксу, на честь загиблих в АТО земляків — Володимира Моісеєнка, Станіслава Кривоноса та Юрія Сороки.